# Großer Preis von Monaco 1950
Der Große Preis von Monaco 1950 (offiziell Prix de Monte-Carlo et XIe Grand Prix Automobile) fand am 21. Mai auf dem Circuit de Monaco in Monte-Carlo statt und war das zweite Rennen der Automobil-Weltmeisterschaft 1950.

## Berichte

### Hintergrund
Nach dem Großen Preis von Großbritannien führte Giuseppe Farina in der Fahrerwertung mit drei Punkten vor Luigi Fagioli und mit fünf Punkten vor Reg Parnell.

### Qualifying
Juan Manuel Fangio im Alfa Romeo sicherte sich die Pole-Position vor seinem Teamkollegen Farina. Die erste Startreihe komplettierten José Froilán González im Maserati und Philippe Étancelin im Talbot-Lago.

### Rennen
Sofort nach dem Start ging der von der Pole-Position gestartete Argentinier Fangio in Führung, gefolgt von Farina, Fagioli und Froilán González. Noch in der ersten Rennrunde kam es nach dem Tunnel zu einer Massenkarambolage, in die insgesamt zehn Fahrzeuge verwickelt waren. Durch überschwappende Wellen war die Fahrbahn plötzlich nass geworden, sodass sich Farina drehte und viele der nachfolgenden Fahrer nicht mehr ausweichen konnten. Alle Beteiligten kamen mit leichten Verletzungen davon, mussten jedoch das Rennen aufgeben. Somit verblieben noch acht Fahrzeuge im Rennen, das von Fangio souverän angeführt wurde. Bereits nach einem Viertel der Distanz hatte er seinen Vorsprung auf die verbliebenen Piloten auf über eine Runde ausgebaut. Dahinter kam es lange Zeit zu einem spannenden Kampf zwischen den Ferrari-Teamkollegen Luigi Villoresi und Alberto Ascari um den zweiten Platz, Villoresi fiel jedoch durch einen technischen Defekt vorzeitig nach 63 Runden aus.
Fangio gewann schlussendlich das Rennen mit einer Runde Vorsprung vor Ascari und mit zwei Runden vor Louis Chiron im Maserati.
In der Fahrerwertung führten Farina und Fangio punktgleich vor den ebenfalls punktgleichen Fagioli und Ascari.

## Meldeliste
| Team                       | Nr. | Fahrer                  | Chassis                 | Motor                   | Reifen |
| -------------------------- | --- | ----------------------- | ----------------------- | ----------------------- | ------ |
| Scuderia Achille Varzi     | 02  | José Froilán González   | Maserati 4CLT/48        | Maserati 4CLT L4 c 1.5  | P      |
| Scuderia Achille Varzi     | 04  | Alfredo Piàn            | Maserati 4CLT/48        | Maserati 4CLT L4 c 1.5  | P      |
| Ecurie Belge               | 06  | Johnny Claes            | Talbot-Lago T26C        | Talbot 23CV L6 4.5      | D      |
| Horschell Racing Corp      | 08  | Harry Schell            | Cooper T12              | JAP V2 1.1              | D      |
| Equipe Gordini             | 10  | Robert Manzon           | Simca-Gordini T15       | Gordini 15C L4 c 1.5    | E      |
| Equipe Gordini             | 12  | Maurice Trintignant     | Simca-Gordini T15       | Gordini 15C L4 c 1.5    | E      |
| privat                     | 14  | Philippe Étancelin      | Talbot-Lago T26C        | Talbot 23CV L6 4.5      | D      |
| Ecurie Rosier              | 16  | Louis Rosier            | Talbot-Lago T26C        | Talbot 23CV L6 4.5      | D      |
| Ecurie Rosier              | 18  | Charles Pozzi           | Talbot-Lago T26C        | Talbot 23CV L6 4.5      | D      |
| Automobiles Talbot-Darracq | 20  | Yves Giraud-Cabantous   | Talbot-Lago T26C        | Talbot 23CV L6 4.5      | D      |
| privat                     | 22  | Pierre Levegh           | Talbot-Lago T26C        | Talbot 23CV L6 4.5      | D      |
| privat                     | 24  | Cuth Harrison           | ERA B-Type              | ERA L6 c 1.5            | D      |
| privat                     | 26  | Bob Gerard              | ERA A-Type              | ERA L6 c 1.5            | D      |
| privat                     | 28  | Peter Whitehead         | Ferrari 125F1           | Ferrari 125 V12 c 1.5   | D      |
| SA Alfa Romeo              | 32  | Giuseppe Farina         | Alfa Romeo 158          | Alfa Romeo 158 L8 c 1.5 | P      |
| SA Alfa Romeo              | 34  | Juan Manuel Fangio      | Alfa Romeo 158          | Alfa Romeo 158 L8 c 1.5 | P      |
| SA Alfa Romeo              | 36  | Luigi Fagioli           | Alfa Romeo 158          | Alfa Romeo 158 L8 c 1.5 | P      |
| Scuderia Ferrari           | 38  | Luigi Villoresi         | Ferrari 125F1           | Ferrari 125 V12 c 1.5   | P      |
| Scuderia Ferrari           | 40  | Alberto Ascari          | Ferrari 125F1           | Ferrari 125 V12 c 1.5   | P      |
| Scuderia Ferrari           | 42  | Raymond Sommer          | Ferrari 125F1           | Ferrari 125 V12 c 1.5   | P      |
| Officine Alfieri Maserati  | 44  | Franco Rol              | Maserati 4CLT/48        | Maserati 4CLT L4 c 1.5  | P      |
| Scuderia Milano            | 46  | Clemente Biondetti      | Maserati Milano 4CLT/50 | Maserati 4CLT L4 c 1.5  | P      |
| Officine Alfieri Maserati  | 48  | Louis Chiron            | Maserati 4CLT/48        | Maserati 4CLT L4 c 1.5  | P      |
| Enrico Platé               | 50  | Prinz Bira              | Maserati 4CLT/48        | Maserati 4CLT L4 c 1.5  | P      |
| Enrico Platé               | 52  | Emmanuel de Graffenried | Maserati 4CLT/48        | Maserati 4CLT L4 c 1.5  | P      |
| Equipe Gordini             | 54  | André Simon             | Simca-Gordini T15       | Gordini 15C L4 c 1.5    | E      |

## Klassifikationen

### Qualifying
| Pos. | Fahrer                  | Konstrukteur  | Zeit       |
| ---- | ----------------------- | ------------- | ---------- |
| 01   | Juan Manuel Fangio      | Alfa Romeo    | 1:50,2     |
| 02   | Giuseppe Farina         | Alfa Romeo    | 1:52,8     |
| 03   | José Froilán González   | Maserati      | 1:57,3     |
| 04   | Philippe Étancelin      | Talbot-Lago   | 1:54,1     |
| 05   | Luigi Fagioli           | Alfa Romeo    | 1:54,2     |
| 06   | Luigi Villoresi         | Ferrari       | 1:52,3     |
| 07   | Alberto Ascari          | Ferrari       | 1:53,8     |
| 08   | Louis Chiron            | Maserati      | 1:56,3     |
| 09   | Raymond Sommer          | Ferrari       | 1:56,6     |
| 10   | Louis Rosier            | Talbot-Lago   | 1:57,7     |
| 11   | Robert Manzon           | Simca-Gordini | 2:04,0     |
| 12   | Emmanuel de Graffenried | Maserati      | 2:00,7     |
| 13   | Maurice Trintignant     | Simca-Gordini | 2:01,4     |
| 14   | Cuth Harrison           | ERA           | 2:01,6     |
| 15   | Prinz Bira              | Maserati      | 2:02,2     |
| 16   | Bob Gerard              | ERA           | 2:03,4     |
| 17   | Franco Rol              | Maserati      | 2:04,5     |
| 18   | Alfredo Piàn            | Maserati      | keine Zeit |
| 19   | Johnny Claes            | Talbot-Lago   | 2:12,0     |
| 20   | Harry Schell            | Cooper-JAP    | keine Zeit |
| 21   | Peter Whitehead         | Ferrari       | keine Zeit |

## Rennergebnis

### Rennen
| Pos. | Fahrer                  | Konstrukteur  | Runden | Zeit       | Start | Schnellste Runde |
| ---- | ----------------------- | ------------- | ------ | ---------- | ----- | ---------------- |
| 1    | Juan Manuel Fangio      | Alfa Romeo    | 100    | 3:13:18,7  | 01    | 1:51,0           |
| 2    | Alberto Ascari          | Ferrari       | 99     | + 1 Runde  | 07    |                  |
| 3    | Louis Chiron            | Maserati      | 98     | + 2 Runden | 08    |                  |
| 4    | Raymond Sommer          | Ferrari       | 97     | + 3 Runden | 09    |                  |
| 5    | Prinz Bira              | Maserati      | 95     | + 5 Runden | 15    |                  |
| 6    | Bob Gerard              | ERA           | 94     | + 6 Runden | 16    |                  |
| 7    | Johnny Claes            | Talbot-Lago   | 94     | + 6 Runden | 19    | 2:00,2           |
| –    | Luigi Villoresi         | Ferrari       | 63     | DNF        | 06    |                  |
| –    | Philippe Étancelin      | Talbot-Lago   | 36     | DNF        | 04    | 1:57,9           |
| –    | José Froilán González   | Maserati      | 1      | DNF        | 03    | –                |
| –    | Giuseppe Farina         | Alfa Romeo    | 0      | DNF        | 02    | –                |
| –    | Luigi Fagioli           | Alfa Romeo    | 0      | DNF        | 05    | –                |
| –    | Louis Rosier            | Talbot-Lago   | 0      | DNF        | 10    | –                |
| –    | Robert Manzon           | Simca-Gordini | 0      | DNF        | 11    | –                |
| –    | Emmanuel de Graffenried | Maserati      | 0      | DNF        | 12    | –                |
| –    | Maurice Trintignant     | Simca-Gordini | 0      | DNF        | 13    | –                |
| –    | Cuth Harrison           | ERA           | 0      | DNF        | 14    | –                |
| –    | Franco Rol              | Maserati      | 0      | DNF        | 17    | –                |
| –    | Harry Schell            | Cooper-JAP    | 0      | DNF        | 20    | –                |
| DNS  | Peter Whitehead         | Ferrari       | –      | –          | 21    | –                |
| DNS  | Alfredo Piàn            | Maserati      | –      | –          | 18    | –                |

## WM-Stand nach dem Rennen
Die ersten fünf bekamen 8, 6, 4, 3 bzw. 2 Punkte; einen Punkt gab es für die schnellste Runde. Es zählten nur die vier besten Ergebnisse aus sieben Rennen.

### Fahrerwertung
| Pos. | Fahrer                | Konstrukteur | Punkte |
| ---- | --------------------- | ------------ | ------ |
| 01   | Giuseppe Farina       | Alfa Romeo   | 9      |
| 02   | Juan Manuel Fangio    | Alfa Romeo   | 9      |
| 03   | Luigi Fagioli         | Alfa Romeo   | 6      |
| 04   | Alberto Ascari        | Ferrari      | 6      |
| 05   | Reg Parnell           | Alfa Romeo   | 4      |
| 06   | Louis Chiron          | Maserati     | 4      |
| 07   | Yves Giraud-Cabantous | Talbot-Lago  | 3      |
| 08   | Raymond Sommer        | Ferrari      | 3      |
| 09   | Louis Rosier          | Talbot-Lago  | 2      |
| 10   | Prinz Bira            | Maserati     | 2      |
| 11   | Bob Gerard            | ERA          | 0      |
| 12   | Cuth Harrison         | ERA          | 0      |
| 13   | Johnny Claes          | Talbot-Lago  | 0      |
| 14   | Philippe Étancelin    | Talbot-Lago  | 0      |
| 15   | David Hampshire       | Maserati     | 0      |
| 16   | Joe Fry               | Maserati     | 0      |

| Pos. | Fahrer                  | Konstrukteur  | Punkte |
| ---- | ----------------------- | ------------- | ------ |
| 17   | Brian Shawe-Taylor      | Maserati      | 0      |
| –    | Joe Kelly               | Alta          | 0      |
| –    | David Murray            | Maserati      | 0      |
| –    | Geoff Crossley          | Alta          | 0      |
| –    | Emmanuel de Graffenried | Maserati      | 0      |
| –    | Eugène Martin           | Talbot-Lago   | 0      |
| –    | Peter Walker            | ERA           | 0      |
| –    | Tony Rolt               | ERA           | 0      |
| –    | Leslie Johnson          | ERA           | 0      |
| –    | Luigi Villoresi         | Ferrari       | 0      |
| –    | José Froilán González   | Maserati      | 0      |
| –    | Robert Manzon           | Simca-Gordini | 0      |
| –    | Maurice Trintignant     | Simca-Gordini | 0      |
| –    | Franco Rol              | Maserati      | 0      |
| –    | Harry Schell            | Cooper-JAP    | 0      |